# Tim Robinson (comediante)
Tim Robinson (Detroit, 23 de maio de 1981) é um comediante, ator e roteirista estadunidense. Ele é mais conhecido por estrelar as séries I Think You Should Leave with Tim Robinson  da Netflix e Detroiters do Comedy Central. Antes disso, ele era conhecido por seu trabalho como escritor e membro do elenco no Saturday Night Live.